# Mistrzostwa Walii w piłce nożnej mężczyzn
Mistrzostwa Walii w piłce nożnej (ang. Welsh Football Championship, wal. Pencampwriaeth pêl-droed Cymru) – rozgrywki piłkarskie, prowadzone cyklicznie – corocznie lub co sezonowo (na przełomie dwóch lat kalendarzowych) – mające na celu wyłonienie najlepszej męskiej drużyny w Walii.

## Historia
Mistrzostwa Walii w piłce nożnej rozgrywane są od 1945 roku. Obecnie rozgrywki odbywają się w wielopoziomowych ligach: Welsh Premier League, Cymru Alliance, Welsh Football League oraz niższych regionalnych klasach.
4 października 1864 roku w Wrexham powstał pierwszy walijski klub piłkarski Wrexham Town, potem następne. Po założeniu walijskiej federacji piłkarskiej – FAW w 1876 roku, rozpoczął się proces zorganizowania pierwszych oficjalnych rozgrywek o Puchar Walii w sezonie 1877/78. Tradycyjnie, walijskie kluby profesjonalne od samego początku uczestniczyły w mistrzostwach Anglii. W sezonie 1909/10 6 walijskich klubów: Wrexham F.C., który już występował w Birmingham and District League od sezonu 1905/06, oraz Swansea F.C., Newport F.C., Ton Pentre F.C., Merthyr Tydfil F.C., Aberdare Town F.C. i Riverside F.C. dołączyły do Southern Football League. Rozgrywki League of Wales zostały utworzone jako rozgrywki piłkarskie dla klubów z całej Walii dopiero w 1992 (kluby Cardiff City F.C., Swansea City A.F.C. i Wrexham F.C. pozostały w ligowej systemie angielskiej piłki nożnej, a Colwyn Bay F.C., Merthyr Tydfil F.C. i Newport County A.F.C. zrezygnowały z przyłączenia do walijskich mistrzostw). Tak powstała liga Walii, która oddzieliła swoją ligę od Anglii.
Wcześniej, istniały różne ligi, generalnie łączyły kluby z geograficznych regionów Walii. Pierwsza z nich, założona w 1890 roku, była South Wales League i Welsh Senior League (z siedzibą w północno-wschodniej części kraju, ale bez najsilniejszych klubów regionu, które grały w angielskiej Combination League). Po zakończeniu II wojny światowej działały odrębne ligi:
- na południu kraju – znana jako Abacus League do 1992, a wcześniej jako National Division (po reorganizacji w 1983);
- na północy kraju – znana jako Welsh Alliance do 1990;
- w środku kraju – znana jako Mid-Wales League do 1990.

W 1990 ostatnie dwie ligi połączyły się w Cymru Alliance, która z kolei w 1992 połączyła się z Abacus League w celu utworzenia League of Wales. Kluby z najwyższej ligi spadają do niższej ligi, która została podzielona na dwie dywizje: Cymru Alliance (północna) i Welsh Football League (południowa).
W sezonie 2002/03 liga zmieniła nazwę na Welsh Premier League.

## Mistrzowie i pozostali medaliści
Rozgrywki regionalne (nieoficjalne)
| Sezon   | Mistrz południowej Walii        | Mistrz północnej Walii     | Mistrz środkowej Walii         |
| ------- | ------------------------------- | -------------------------- | ------------------------------ |
| 1945/46 | Lovell's Athletic F.C.          | HMS Glendower F.C.         | –                              |
| 1946/47 | Lovell's Athletic F.C.          | Caernarfon Town F.C.       | Llanidloes Town F.C.           |
| 1947/48 | Lovell's Athletic F.C. Reserves | Penrhyn Quarry F.C.        | –                              |
| 1948/49 | Merthyr Tydfil F.C. Reserves    | Llandudno Junction F.C.    | Aberystwyth Town F.C.          |
| 1949/50 | Merthyr Tydfil F.C. Reserves    | Holyhead Town F.C.         | Aberystwyth Town F.C.          |
| 1950/51 | Swansea Town F.C. Reserves      | Pwllheli & District F.C.   | Llanidloes Town F.C.           |
| 1951/52 | Merthyr Tydfil F.C. Reserves    | Pwllheli & District F.C.   | 55th R.A. Tonfannau F.C.       |
| 1952/53 | Ebbw Vale & Cwm F.C.            | Holyhead Town F.C.         | 55th R.A. Tonfannau F.C.       |
| 1953/54 | Pembroke Borough F.C.           | 55th R.A. Tonfannau F.C.   | 55th R.A. Tonfannau F.C.       |
| 1954/55 | Newport County F.C. Reserves    | Fflint Town United F.C.    | Kington Town F.C.              |
| 1955/56 | Pembroke Borough F.C.           | Fflint Town United F.C.    | 55th R.A. Tonfannau F.C.       |
| 1956/57 | Haverfordwest County A.F.C.     | Fflint Town United F.C.    | 55th R.A. Tonfannau F.C.       |
| 1957/58 | Ton Pentre F.C.                 | Holyhead Town F.C.         | 55th R.A. Tonfannau F.C.       |
| 1958/59 | Abergavenny Thursdays F.C.      | Borough United F.C.        | Aberystwyth Town F.C.          |
| 1959/60 | Abergavenny Thursdays F.C.      | Nantlle Vale F.C.          | Caersws F.C.                   |
| 1960/61 | Ton Pentre F.C.                 | Pwllheli & District F.C.   | Caersws F.C.                   |
| 1961/62 | Swansea Town F.C. Reserves      | Blaenau Ffestiniog F.C.    | Llandrindod Wells F.C.         |
| 1962/63 | Swansea Town F.C. Reserves      | Borough United F.C.        | Caersws F.C.                   |
| 1963/64 | Swansea Town F.C. Reserves      | Holyhead Town F.C.         | Kington Town F.C.              |
| 1964/65 | Swansea Town F.C. Reserves      | Colwyn Bay F.C.            | Berriew F.C.                   |
| 1965/66 | Lovell's Athletic F.C.          | Caernarfon Town F.C.       | Kington Town F.C.              |
| 1966/67 | Cardiff City F.C. 'A'           | CPD Porthmadog F.C.        | Llandrindod Wells F.C.         |
| 1967/68 | Cardiff City F.C. 'A'           | CPD Porthmadog F.C.        | Welshpool F.C.                 |
| 1968/69 | Bridgend Town F.C.              | CPD Porthmadog F.C.        | Welshpool F.C.                 |
| 1969/70 | Cardiff City F.C. 'A'           | Holyhead Town F.C.         | Barmouth & Dyffryn United F.C. |
| 1970/71 | Llanelli F.C.                   | Bethesda Athletic F.C.     | Welshpool F.C.                 |
| 1971/72 | Cardiff City F.C. 'A'           | Blaenau Ffestiniog F.C.    | Llanidloes Town F.C.           |
| 1972/73 | Bridgend Town F.C.              | Blaenau Ffestiniog F.C.    | Welshpool F.C.                 |
| 1973/74 | Ton Pentre F.C.                 | Blaenau Ffestiniog F.C.    | Llanidloes Town F.C.           |
| 1974/75 | Newport County F.C. Reserves    | CPD Porthmadog F.C.        | Welshpool F.C.                 |
| 1975/76 | Swansea Town F.C. Reserves      | CPD Porthmadog F.C.        | Newtown F.C.                   |
| 1976/77 | Llanelli F.C.                   | Bethesda Athletic F.C.     | Welshpool F.C.                 |
| 1977/78 | Llanelli F.C.                   | Caernarfon Town F.C.       | Caersws F.C.                   |
| 1978/79 | Pontllanfraith F.C.             | Caernarfon Town F.C.       | Newtown F.C.                   |
| 1979/80 | Newport County F.C. Reserves    | Blaenau Ffestiniog F.C.    | Welshpool F.C.                 |
| 1980/81 | Haverfordwest County A.F.C.     | Colwyn Bay F.C.            | Llanidloes Town F.C.           |
| 1981/82 | Ton Pentre F.C.                 | Courtaulds Greenfield F.C. | Newtown F.C.                   |
| 1982/83 | Barry Town F.C.                 | Colwyn Bay F.C.            | Caersws F.C.                   |
| 1983/84 | Barry Town F.C.                 | Colwyn Bay F.C.            | Aberystwyth Town F.C.          |
| 1984/85 | Barry Town F.C.                 | Conwy United F.C.          | Aberystwyth Town F.C.          |
| 1985/86 | Barry Town F.C.                 | Conwy United F.C.          | Caersws F.C.                   |
| 1986/87 | Barry Town F.C.                 | Bethesda Athletic F.C.     | Newtown F.C.                   |
| 1987/88 | Ebbw Vale F.C.                  | Llanfairpwll F.C.          | Newtown F.C.                   |
| 1988/89 | Barry Town F.C.                 | Flint Town United F.C.     | Caersws F.C.                   |
| 1989/90 | Haverfordwest County A.F.C.     | CPD Porthmadog F.C.        | Caersws F.C.                   |
| 1990/91 | Abergavenny Thursdays F.C.      | Flint Town United F.C.     | Flint Town United F.C.         |
| 1991/92 | Abergavenny Thursdays F.C.      | Caersws F.C.               | Caersws F.C.                   |

| Sezon                | K | K | T  | Mistrz                      | Wicemistrz                | III miejsce               | Br. | Król strzelców                                | Uwagi              |
| League of Wales      |   |   |    |                             |                           |                           |     |                                               |                    |
| 1992/93              |   |   | 1  | Cwmbran Town                | Inter Cardiff             | Aberystwyth Town          | 29  | Steve Woods (Ebbw Vale)                       | 20 klubów          |
| 1993/94              |   |   | 1  | Bangor City                 | Inter Cardiff             | Ton Pentre                | 43  | David Taylor (Porthmadog)                     | 20 klubów          |
| 1994/95              |   |   | 2  | Bangor City                 | Afan Lido                 | Ton Pentre                | 31  | Frank Mottram (Bangor City) (Porthmadog)      | 20 klubów          |
| 1995/96              |   |   | 1  | Barry Town                  | Newtown AFC               | Conwy United              | 38  | Ken McKenna (Conwy United)                    | 21 klubów          |
| 1996/97              |   |   | 2  | Barry Town***               | Inter Cardiff             | Ebbw Vale FC              | 42  | Tony Bird (Barry Town)                        | 21 klubów          |
| 1997/98              |   |   | 3  | Barry Town**                | Newtown AFC               | Ebbw Vale FC              | 40  | Eifion Williams (Barry Town)                  | 20 klubów          |
| 1998/99              |   |   | 4  | Barry Town**                | Inter Cardiff             | Cwmbran Town              | 28  | Eifion Williams (Barry Town)                  | 17 klubów          |
| 1999/00              |   |   | 1  | Total Network Solutions     | Barry Town                | Cwmbran Town              | 28  | Chris Summers (Cwmbran Town)                  | 18 klubów          |
| 2000/01              |   |   | 5  | Barry Town*                 | Cwmbran Town              | Carmarthen Town           | 25  | Graham Evans (Caersws)                        | 18 klubów          |
| 2001/02              |   |   | 6  | Barry Town*                 | Total Network Solutions   | Bangor City               | 47  | Marc Lloyd-Williams (Bangor City)             | 18 klubów          |
| Welsh Premier League |   |   |    |                             |                           |                           |     |                                               |                    |
| 2002/03              |   |   | 7  | Barry Town*                 | Total Network Solutions   | Bangor City               | 24  | Graham Evans (Caersws)                        | 18 klubów          |
| 2003/04              |   |   | 1  | Rhyl FC***                  | Total Network Solutions   | Haverfordwest County      | 24  | Graham Evans (Caersws)                        | 17 klubów          |
| 2004/05              |   |   | 2  | Total Network Solutions*    | Rhyl FC                   | Bangor City               | 31  | Marc Lloyd-Williams (Total Network Solutions) | 18 klubów          |
| 2005/06              |   |   | 3  | Total Network Solutions**   | Llanelli A.F.C.           | Rhyl FC                   | 28  | Rhys Griffiths (Port Talbot Town)             | 18 klubów          |
| 2006/07              |   |   | 4  | TNS Llansantffraid*         | Rhyl FC                   | Llanelli A.F.C.           | 30  | Rhys Griffiths (Llanelli)                     | 17 klubów          |
| 2007/08              |   |   | 1  | Llanelli A.F.C.**           | TNS Llansantffraid        | Rhyl FC                   | 40  | Rhys Griffiths (Llanelli)                     | 18 klubów          |
| 2008/09              |   |   | 2  | Rhyl FC                     | Llanelli A.F.C.           | TNS Llansantffraid        | 31  | Rhys Griffiths (Llanelli)                     | 18 klubów          |
| 2009/10              |   |   | 5  | The New Saints F.C.**       | Llanelli A.F.C.           | Port Talbot Town FC       | 30  | Rhys Griffiths (Llanelli)                     | 18 klubów          |
| 2010/11              |   |   | 3  | Bangor City F.C.            | The New Saints F.C.       | Neath F.C.                | 25  | Rhys Griffiths (Llanelli)                     | 12 klubów, 2 rundy |
| 2011/12              |   |   | 6  | The New Saints F.C.         | Bangor City F.C.          | Neath F.C.                | 24  | Rhys Griffiths (Llanelli)                     | 12 klubów, 2 rundy |
| 2012/13              |   |   | 7  | The New Saints F.C.         | Airbus UK Broughton F.C.  | Bangor City F.C.          | 25  | Michael Wilde (The New Saints)                | 12 klubów, 2 rundy |
| 2013/14              |   |   | 8  | The New Saints F.C.*        | Airbus UK Broughton F.C.  | Bangor City F.C.          | 20  | Chris Venables (Aberystwyth Town)             | 12 klubów, 2 rundy |
| 2014/15              |   |   | 9  | The New Saints F.C.***      | Bala Town F.C.            | Airbus UK Broughton F.C.  | 28  | Chris Venables (Aberystwyth Town)             | 12 klubów, 2 rundy |
| 2015/16              |   |   | 10 | The New Saints F.C.***      | Bala Town F.C.            | Llandudno F.C.            | 20  | Chris Venables (Aberystwyth Town)             | 12 klubów, 2 rundy |
| 2016/17              |   |   | 11 | The New Saints F.C.**       | Connah’s Quay Nomads F.C. | Bala Town F.C.            | 22  | Jason Oswell (Newtown)                        | 12 klubów, 2 rundy |
| 2017/18              |   |   | 12 | The New Saints F.C.**       | Bangor City F.C.          | Connah’s Quay Nomads F.C. | 22  | Greg Draper (The New Saints)                  | 12 klubów, 2 rundy |
| 2018/19              |   |   | 13 | The New Saints F.C.*        | Connah’s Quay Nomads F.C. | Barry Town F.C.           | 27  | Greg Draper (The New Saints)                  | 12 klubów, 2 rundy |
| Cymru Premier        |   |   |    |                             |                           |                           |     |                                               |                    |
| 2019/20              |   |   | 1  | Connah’s Quay Nomads F.C.** | The New Saints F.C.       | Bala Town F.C.            | 22  | Chris Venables (Bala Town F.C.)               | 12 klubów, 2 rundy |
| 2020/21              |   |   | 2  | Connah’s Quay Nomads F.C.   | The New Saints F.C.       | Bala Town F.C.            | 24  | Chris Venables (Bala Town F.C.)               | 12 klubów, 2 rundy |
| 2021/22              |   |   | 14 | The New Saints F.C.*        | Bala Town F.C.            | Newtown A.F.C.            | 24  | Declan McManus (The New Saints)               | 12 klubów, 2 rundy |
| 2022/23              |   |   | 15 | The New Saints F.C.*        | Connah’s Quay Nomads F.C. | Pen-y-Bont F.C.           | 29  | Declan McManus (The New Saints)               | 12 klubów, 2 rundy |
| 2023/24              |   |   | 16 | The New Saints F.C.**       | Connah’s Quay Nomads F.C. | Bala Town F.C.            | 22  | Brad Young (The New Saints)                   | 12 klubów, 2 rundy |
| 2024/25              |   |   | 17 | The New Saints F.C.***      | Pen-y-Bont F.C.           | Haverfordwest County      | 17  | Louis Lloyd (Caernarfon Town)                 | 12 klubów, 2 rundy |

Uwagi:

* – klub zdobył także Puchar Walii.

** – klub zdobył także Puchar Ligi Walijskiej.

*** – klub zdobył także Puchar Walii i Puchar Ligi Walijskiej.

## Statystyka

### Klasyfikacja według klubów
W dotychczasowej historii Mistrzostw Walii na podium oficjalnie stawało w sumie 20 drużyn. Liderem klasyfikacji jest The New Saints F.C., który zdobył 17 tytułów mistrzowskich.
Stan po sezonie 2024/25.
| Lp. | Klub                 | Miejsca na podium | Miejsca na podium | Miejsca na podium | Zwycięskie sezony                                             |   |   | |
| --- | -------------------- | ----------------- | ----------------- | ----------------- | ------------------------------------------------------------- | - | - | --- |
| Lp. | Klub                 | 1.                | The New Saints *  | 17                | Zwycięskie sezony                                             | 7 | 1 | 1999/00, 2004/05, 2005/06, 2006/07, 2009/10, 2011/12, 2012/13, 2013/14, 2014/15, 2015/16, 2016/17, 2017/18, 2018/19, 2021/22, 2022/23, 2023/24, 2024/25 |
| 2.  | Barry Town           | 7                 | 1                 | 1                 | 1995/96, 1996/97, 1997/98, 1998/99, 2000/01, 2001/02, 2002/03 |   |   | |
| 3.  | Bangor City          | 3                 | 2                 | 4                 | 1993/94, 1994/95, 2010/11                                     |   |   | |
| 4.  | Connah’s Quay Nomads | 2                 | 4                 | 1                 | 2019/20, 2020/21                                              |   |   | |
| 5.  | Rhyl                 | 2                 | 2                 | 2                 | 2003/04, 2008/09                                              |   |   | |
| 6.  | Llanelli             | 1                 | 3                 | 1                 | 2007/08                                                       |   |   | |
| 7.  | Cwmbran Town         | 1                 | 1                 | 2                 | 1992/93                                                       |   |   | |
| 8.  | Inter Cardiff        | 0                 | 4                 | 0                 |                                                               |   |   | |
| 9.  | Bala Town            | 0                 | 3                 | 4                 |                                                               |   |   | |
| 10. | Airbus UK Broughton  | 0                 | 2                 | 1                 |                                                               |   |   | |
| 10. | Newtown              | 0                 | 2                 | 1                 |                                                               |   |   | |
| 12. | Pen-y-Bont           | 0                 | 1                 | 1                 |                                                               |   |   | |
| 13. | Afan Lido            | 0                 | 1                 | 0                 |                                                               |   |   | |
| 14. | Ton Pentre           | 0                 | 0                 | 2                 |                                                               |   |   | |
| 14. | Ebbw Vale            | 0                 | 0                 | 2                 |                                                               |   |   | |
| 14. | Neath                | 0                 | 0                 | 2                 |                                                               |   |   | |
| 14. | Carmarthen Town      | 0                 | 0                 | 2                 |                                                               |   |   | |
| 14. | Haverfordwest County | 0                 | 0                 | 2                 |                                                               |   |   | |
| 19. | Aberystwyth Town     | 0                 | 0                 | 1                 |                                                               |   |   | |
| 19. | Conwy United         | 0                 | 0                 | 1                 |                                                               |   |   | |
| 19. | Port Talbot Town     | 0                 | 0                 | 1                 |                                                               |   |   | |
| 19. | Llandudno            | 0                 | 0                 | 1                 |                                                               |   |   | |

* Klub też nazywał się jako Llansatffraid do 1996 oraz Total Network Solutions w latach 1996–2006.

## Uczestnicy
44 zespołów, które wzięły udział w 34 ligowych Mistrzostwach Walii, które były prowadzone od 1992/93 aż do sezonu 2025/26 łącznie.
Pogrubione zespoły biorące udział w sezonie 2025/26.
- 33 razy: Aberystwyth Town F.C., Newtown A.F.C., The New Saints F.C.
- 32 razy: Connah’s Quay Nomads F.C.
- 26 razy: Bangor City F.C.
- 24 razy: Carmarthen Town A.F.C.
- 23 razy: Haverfordwest County A.F.C.
- 21 razy: Caernarfon Town F.C.
- 20 razy: Rhyl F.C.
- 19 razy: Llanelli A.F.C.
- 18 razy: Barry Town United F.C., Caersws F.C., Cefn Druids A.F.C.
- 17 razy: Bala Town F.C.
- 16 razy: Port Talbot Town F.C.
- 15 razy: Airbus UK Broughton F.C., Cwmbran Town A.F.C.
- 13 razy: Afan Lido F.C., Porthmadog F.C.
- 11 razy: Flint Town United F.C.
- 10 razy: Cardiff Metropolitan University F.C., Welshpool Town F.C.
- 9 razy: Inter Cardiff F.C., Prestatyn Town F.C.
- 8 razy: Conwy United F.C.
- 7 razy: Pen-y-Bont
- 6 razy: Ebbw Vale F.C., Holywell Town F.C.
- 5 razy: Neath Athletic F.C., Rhayader Town F.C.
- 4 razy: Briton Ferry A.F.C., Llandudno F.C., Ton Pentre F.C.
- 3 razy: Cemaes Bay F.C., Maesteg Park A.F.C., Mold Alexandra F.C., Oswestry Town F.C.
- 2 razy: Briton Ferry Llansawel A.F.C., Colwyn Bay, Pontypridd United A.F.C.
- 1 raz: Abergavenny Thursdays F.C., Cardiff Grange Harlequins A.F.C., Llangefni Town F.C., Llanidloes Town F.C.